# Acròtat d'Esparta
Acròtat (en llatí Acrotatus en grec antic Ἀκρότατος "Akrótatos") fou rei d'Esparta, fill del rei d'Esparta Areos I, i net d'Acròtat fill de Cleòmenes II d'Esparta.
El príncep va tenir relacions il·lícites amb Quelidonis, la jove esposa de Cleònim, oncle del seu pare Areos. A causa d'aquest incident i al seu desencís per no haver obtingut el tron, Cleònim va convidar a Pirros a Esparta l'any 272 aC, mentre Areos era absent a Creta. El jove Acròtat va exercir com a regent i va aconseguir mantenir la seguretat d'Esparta. El 265 aC va succeir al seu pare com a rei, però va morir el mateix any en una batalla contra Aristodem, tirà de Megalòpolis. L'historiador Filarc el va acusar (així com al seu pare) de corrompre els austers costums espartans.